# 盗まれた街
『盗まれた街』（ぬすまれたまち、原題：The Body Snatchers）は、ジャック・フィニイによる小説。映画化もされた。

## 概要
『コリアーズ』誌に1954年から連載、翌年単行本化。サンタ・マイラのモデルは著者が住んでいたカリフォルニア州ミル・ヴァレー。
当時のアメリカにおける赤狩りによる風潮を描いた典型的作品とされる。

## あらすじ
1953年8月13日、カリフォルニア州の田舎サンタ・マイラで開業医を営むマイルズ・ボイズ・ベンネルのもとに家族が別人のようになったという相談が舞い込む。
やがて同じ相談が激増し、そのうちベンネルの友人のジャックが自宅の物置で見つけたという死体を見せる。その死体には指紋が無かった。

## 日本語訳
- 『盗まれた街』福島正実訳　早川書房／のちハヤカワ文庫 1957年

## 映画化作品
いずれの作品も結末は原作とは異なっている。
- 『ボディ・スナッチャー/恐怖の街』（Invasion of the Body Snatchers）ドン・シーゲル監督（1956年）
- 『SF/ボディ・スナッチャー』（Invasion of the Body Snacthers）フィリップ・カウフマン監督（1978年）
- 『ボディ・スナッチャーズ』（Body Snacthers）アベル・フェラーラ監督（1993年）
- 『インベージョン』 (The Invasion) - オリヴァー・ヒルシュビーゲル監督（2007年）